# 泣くなマックス
『泣くなマックス』（なくなまっくす）は、1962年7月21日から1963年4月27日まで、TBS系列にて放映されたテレビドラマ。三共（現：第一三共／第一三共ヘルスケア）の一社提供。

## 概要
マックスこと善光寺満三は、中央日報に入社したばかりのかけ出しの新人記者。同期入社の新人たちは既に記事を手掛けてはいるが、マックスはまだ一本も記事を書いたことがない状態。戸浦デスクや社会部長には叱られ、活を入れられ、「故郷に帰れ」とまで言われる始末。ある時から、同じかけ出しの画家である篠木太郎と同居生活を始めることになった。マックスと太郎はお互いに自分たちの人生を磨き合い、一人前になって行く、その様子などを描いた。
KRテレビ（TBS）開局以来7年間続いた『日真名氏飛び出す』の後番組としてスタートした。

## 放映データ
- 放映期間：1962年7月21日〜1963年4月27日
- 放映曜日・放映時間帯：毎週土曜日21時30分〜22時
- 放映話数：全40話
- モノクロ放送

## キャスト
- 善光寺満三：福田豊土
- 篠木太郎：長門裕之
- 戸浦デスク：戸浦六宏
- 和田記者：和田孝
- 武内記者：武内亨
- 社会部長：清水元
- 和田の母：万代峰子
- 給仕：石坂浩二
- 毛馬内ムーザ
他

## スタッフ
- 脚本：岡田光治、寺島アキ子、高橋二三、岩間芳樹、福田善之、池上金男、光畑碩郎、寺田郷、松田暢子、山田正弘、石堂淑朗、西川清之
- 演出：並木章 他
- 制作：TBS

## サブタイトル
※日付の後ろの名前はゲスト出演者
1. 食う寝る所に住む所 （1962年7月21日）
2. わんわん峠 （7月28日）
3. 赤い靴はいてた女の子 （8月4日）
4. マックスがもう一人 （8月11日）
5. スクラップ作戦（前編） （8月18日）南原宏治、古谷綱正
6. スクラップ作戦（後編） （8月25日）有田紀子
7. ひとりひとりの道（前編） （9月1日）
8. ひとりひとりの道（後編） （9月8日）
9. 深夜の訪問者 （9月15日）宇佐美淳也、稲垣美穂子
10. 目には目 （9月22日）田中邦衛
11. ブランコ （9月29日）松崎良一
12. いのち売ります （10月6日）
13. ヘッドライトは見ていた （10月13日）春川ますみ
14. 消えた特ダネ （10月20日）
15. 殺人時代 （10月27日）山本學
16. おとうちゃんの勲章 （11月3日）桜むつ子
17. 別れても （11月10日）
18. ある夜の出来事 （11月17日）
19. 美談記者 （11月24日）
20. けっこん （12月1日）左幸子、岡村春彦、美川陽一郎
21. 特だねは俺だ! （12月8日）
22. 飛び込んだ狸 （12月15日）
23. けっこん（再放送） （12月22日）
24. 正月はそこまで （12月29日）柳谷寛
25. 命美しく （1963年1月5日）岡村春彦、立岡光
26. 私の名は情婦 （1月12日）笠間雪雄、市原悦子
27. はみ出しッ子 （1月19日）
28. 遭難記事 （1月26日）
29. ふたりの男 （2月2日）夏川かほる
30. 影にいる人 （2月9日）宮城まり子、浅茅しのぶ
31. 風に鳴る弦 （2月16日）伊沢一郎、細川俊夫
32. このサウスポーに賭けて （2月23日）水島道太郎、浜田寅彦
33. 死亡1負傷2 （3月2日）初井言榮、小林重四郎
34. コラム欄の英雄 （3月9日）
35. 殴られた交通道徳 （3月16日）山本礼三郎、荒木道子、太宰久雄
36. 泥だらけの天使（前編） （3月23日）
37. 泥だらけの天使（後編） （3月30日）
38. 7分と37秒 （4月6日）津島恵子、加代キミ子、穂高稔
39. 巣立ちの歌 （4月13日）山崎猛
40. 追う （4月20日）佐野美津男、竹邑類、板倉基
41. 俺は英雄じゃない （4月27日）